# Индигенат
Индигенат, индиженат, индижинат (от фр. Indigénat) — юридический термин, характеризующий гражданский статус. Происходит от лат. in — в и лат. gignere — рождать.
Применяется в следующем значении:
1. Гражданство (подданство) данного государства[2].
2. Право пользования гражданскими преимуществами, обычно получаемыми по рождению.  Например, привилегия в Речи Посполитой, по которой иностранец мог пользоваться теми же правами, как и природные польские дворяне[1].
3. Особый правовой статус населения французских колоний[2].
4. Использование прав, предусмотренных международными договорами[2].